# Asclerocheilus tasmanius
Asclerocheilus tasmanius är en ringmaskart som beskrevs av Kirkegaard 1996. Asclerocheilus tasmanius ingår i släktet Asclerocheilus och familjen Scalibregmatidae.
Artens utbredningsområde är havet kring Nya Zeeland. Inga underarter finns listade i Catalogue of Life.